# Dakpangraf

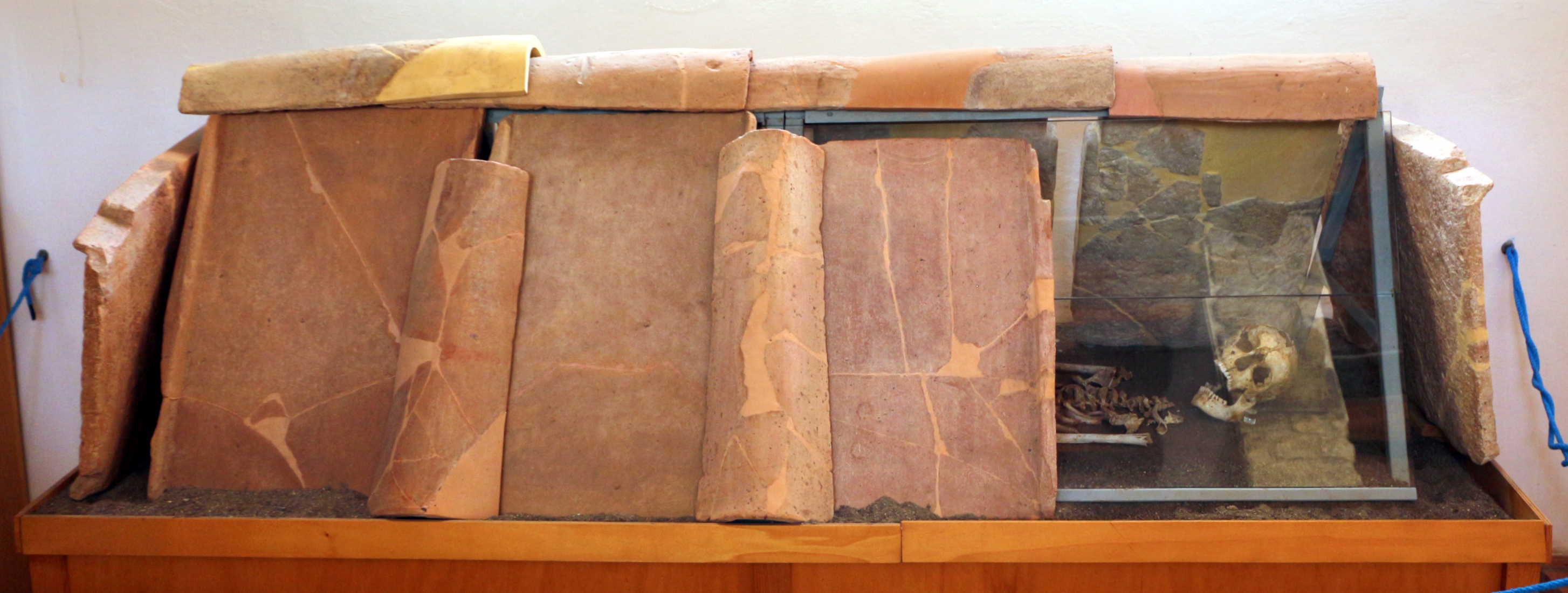
Het dakpangraf van een tienermeisje in het Museo archeologico nazionale di Cosa.

Een dakpangraf is een eenvoudig graf, waarbij de overledene in een lijkwade en soms een eenvoudige kist op een bed van dakpannen of stenen werd gelegd, waarna het graf werd afgedekt met dakpannen en daarna met aarde werd bedekt.
Deze manier van begraven was wijdverspreid in het latere Romeinse Keizerrijk en werd ook nog gebruikt in de vroege middeleeuwen. Ook gecremeerde resten werden soms bijgezet in een dakpangraf.